# Huysburg

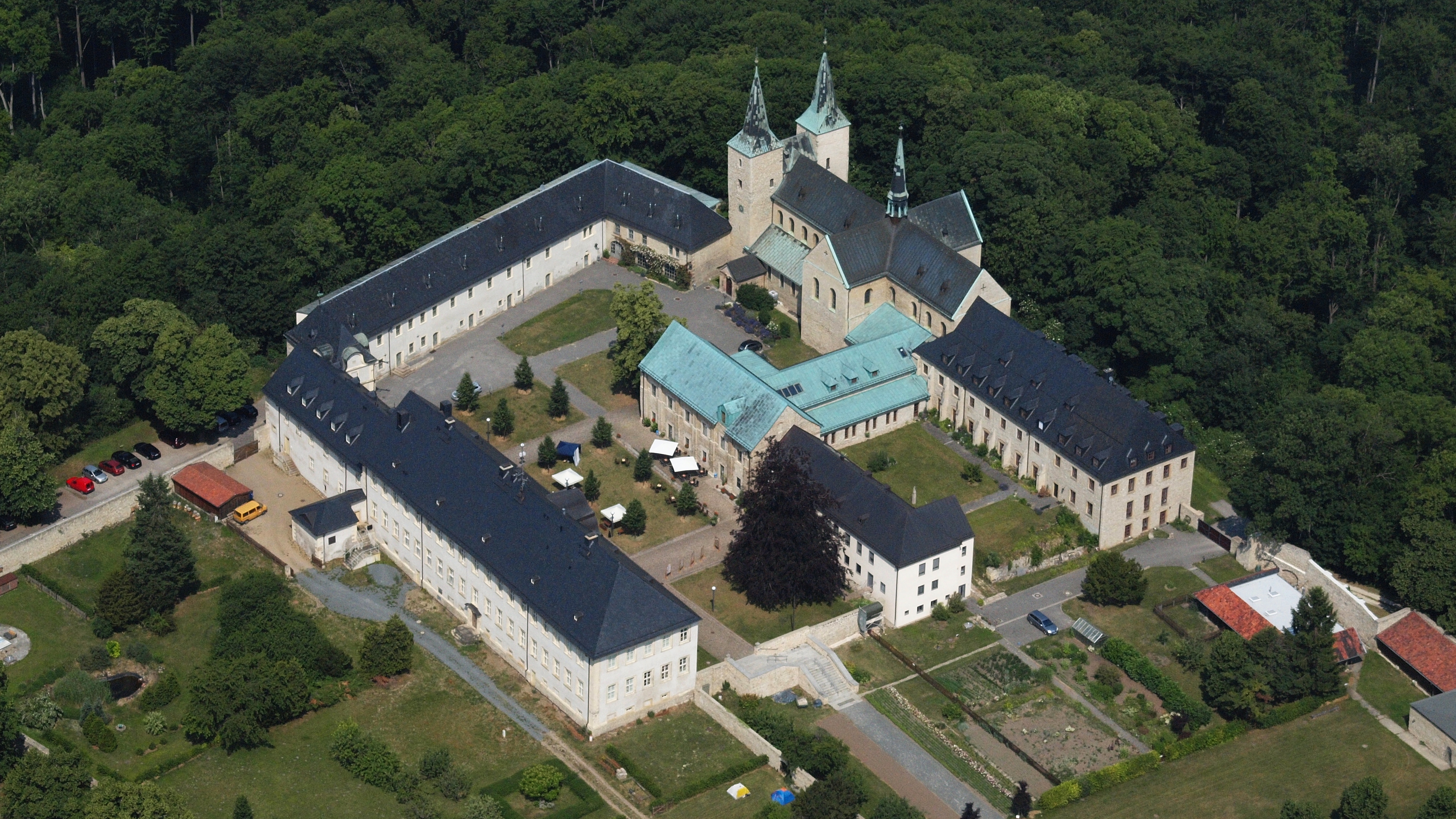
Huysburg, Luftaufnahme, 2015

Das Kloster Huysburg (Benediktinerpriorat von der Aufnahme Mariens in den Himmel) ist ein Benediktinerkloster in etwa 300 Meter Höhe auf dem Huy, einem bewaldeten Höhenrücken nördlich des Harzes und neun Kilometer nordwestlich von Halberstadt im Harzkreis des Landes Sachsen-Anhalt.
Staatsrechtlich der Gemeinde Huy zugeordnet, gehört das Benediktinerkloster Huysburg kirchenrechtlich zum Bistum Magdeburg, ist darin jedoch exemt. Patronin ist Maria. Die Huysburg ist die erste Station des Jakobsweges im Harzgebiet und liegt auf dem Südweg der Straße der Romanik.

## Geschichte
Nach der Unterwerfung der Sachsen durch Karl den Großen errichteten die Franken um 780 auf dem Huy eine Militärstation. Sie diente zur Sicherung der Region gegenüber den Slawen. Die Reste eines Ringwalls sind noch im Wald erkennbar. Keramikfunde deuten auf eine Besiedlung schon in der Bronzezeit hin.
Nach dem Ausbau Magdeburgs durch Kaiser Otto den Großen verlor die Huysburg an strategischer Bedeutung. Kaiser Otto III. schenkte am 20. April 997 Bischof Arnulf von Halberstadt die Hoheitsrechte über die Wälder Hakel, Huy, Fallstein, Asse, Elm und Nordwand. Dies ist zugleich die erste urkundliche Erwähnung des Huys. Die herrschaftliche Zuordnung des Klosters und seiner Besitztümer folgt der allgemeinen Geschichte des Klosters im Rahmen des Hochstifts Halberstadt. Der Höhenzug Huy war seit 977 Eigentum der Bischöfe von Halberstadt.

### Gründung
Der kleine Wirtschaftshof auf dem Huy, bestehend aus einem Steinhaus und einigen Fachwerkgebäuden, wurde nun Bischofshof. Bischof Burchard I. von Halberstadt errichtete eine zweigeschossige Kapelle, die 1058 unter Beteiligung des Erzbischofs Engelhard von Magdeburg geweiht wurde. In dieser Kapelle standen ein Marien- und Kryptaaltar. In dem folgenden Gründungsprozess trat zunächst kein geistlicher oder weltlicher Stifter in Erscheinung. Bischof Burchard II., auch Buko genannt, gab ab 1070 die Erlaubnis, dass sich nahe der kleinen Kirche Einsiedlerinnen niederlassen durften. Die ersten waren die Nonnen Bia (Pia) und Ida aus Quedlinburg und Adelheid aus Gandersheim. Aus Unzufriedenheit mit der verfallenden klösterlichen Zucht in Gandersheim verließ dort 1076 Adelheid den Marienkonvent, um am Aufbau des Reformklosters auf dem Huy mitzuwirken. Die huysburgischen Konventualen um 1070 waren die Mönche Thizelin und Mainzo (Meinhold) vom Johanniskloster auf dem Berge vor Magdeburg.
Der Halberstädter Kanoniker Ekkehard wurde von Bischof Burchard II. mit der Betreuung der Huysburger Kapelle und der kleinen Gemeinschaft betraut. Am 24. Dezember 1080 wurde Ekkehard als Klostervorsteher bestimmt, und am 21. Juni 1081 spendete ihm der Halberstädter Bischof die Abtsweihe. Er war der erste Abt des Klosters, legte sein Amt aber schon am 18. August 1083 nieder und starb am 28. Juni 1084.
Mit Ekkehard endete der Gründungsprozess des Benediktinerklosters auf dem Huy.

### Frauenklause auf der Huysburg
Die drei Klausnerinnen, die sich 1070 und 1076 auf der Huysburg ansiedelten, wohnten in den bischöflichen Gebäuden aus der Zeit Burchards I. und benutzten die dortige Kapelle, die der Halberstädter Kanoniker Ekkehard betreute. Die inclusa Bia (Pia) kam mit Erlaubnis der Äbtissin Luthmodis des Benediktinerinnenklosters St. Maria zu Quedlinburg. Eine ancilla Dei wurde von Ekkehard aus dem monasterio in Gandersheim zur Huysburger Klause eingeladen. Offenbar in der Zeit des Abbatiates von Ekkehard wurde von diesem eine dritte Klausnerin namens Ida, auch aus dem Quedlinburger Kloster, aufgenommen. Die Klausnerinnen waren keine Inklusinnen, keine Eingemauerten, denn die Nonnen Bia und Adelheid nahmen an der Gründung des Reformklosters Lippoldsberg im Jahre 1100 persönlich teil.
Ob die Klausnerinnen an der Gründung des Benediktinerklosters auf der Huysburg mitwirkten, ist nach 1084 nicht vermerkt worden. Am 11. Juni 1156 forderte Papst Hadrian IV. vom Bischof Ulrich von Halberstadt, den Frauenkonvent auf der Huysburg abzuschaffen und die Betreuung durch die Mönche einzustellen. Aber 1158 lebten die Klausnerinnen noch immer dort, und Bischof Dietrich von Krosigk verfügte über eine Zuwendung von zwei Hufen zu Badersleben für die Matrone Adelheid. Weitere Nachrichten zur finanziellen Sicherung der Klausnerinnen sind 1314, 1316 und 1323 überliefert.
Mit dem Tod der letzten Klausnerin endete 1411 die Frauengemeinschaft auf der Huysburg. Da auf der Huysburg kein diözesanrechtlich anerkanntes Frauenkloster und keine zweite Klausur bestanden hatten, ist die verbreitete Bezeichnung als Doppelkloster verfehlt.

### Wirtschaftliche Verhältnisse
Das Kloster Huysburg verdankte den Grundbestand seiner Besitzausstattung den Bischöfen Burchard II. und Reinhard. Eine erste und recht umfassende Besitzurkunde erteilte Bischof Burchard II. am 1. November 1084. Das neue Kloster erhielt die Gebäude auf dem Berg Huy, ein Großteil des Waldes am Huy und das ganze Umland mit den landbebauenden Inhabern. Die Urkunde verzeichnet auch die Schenkung der durch Bischof Burchard I. 1058 errichteten Kapelle auf dem Huy. Zwischen 1114 und 1118 erfolgten weitere, gezielte Schenkungen durch Bischof Reinhard von Blankenburg. Neuerwerbungen gab es 1138 durch Bischof Rudolf I. von Halberstadt und 1156 durch Bischof Ulrich. 1195 gab es noch Besitzbestätigungen durch Bischof Gardolf von Harbke; danach stagnierten die Besitzvermehrungen.

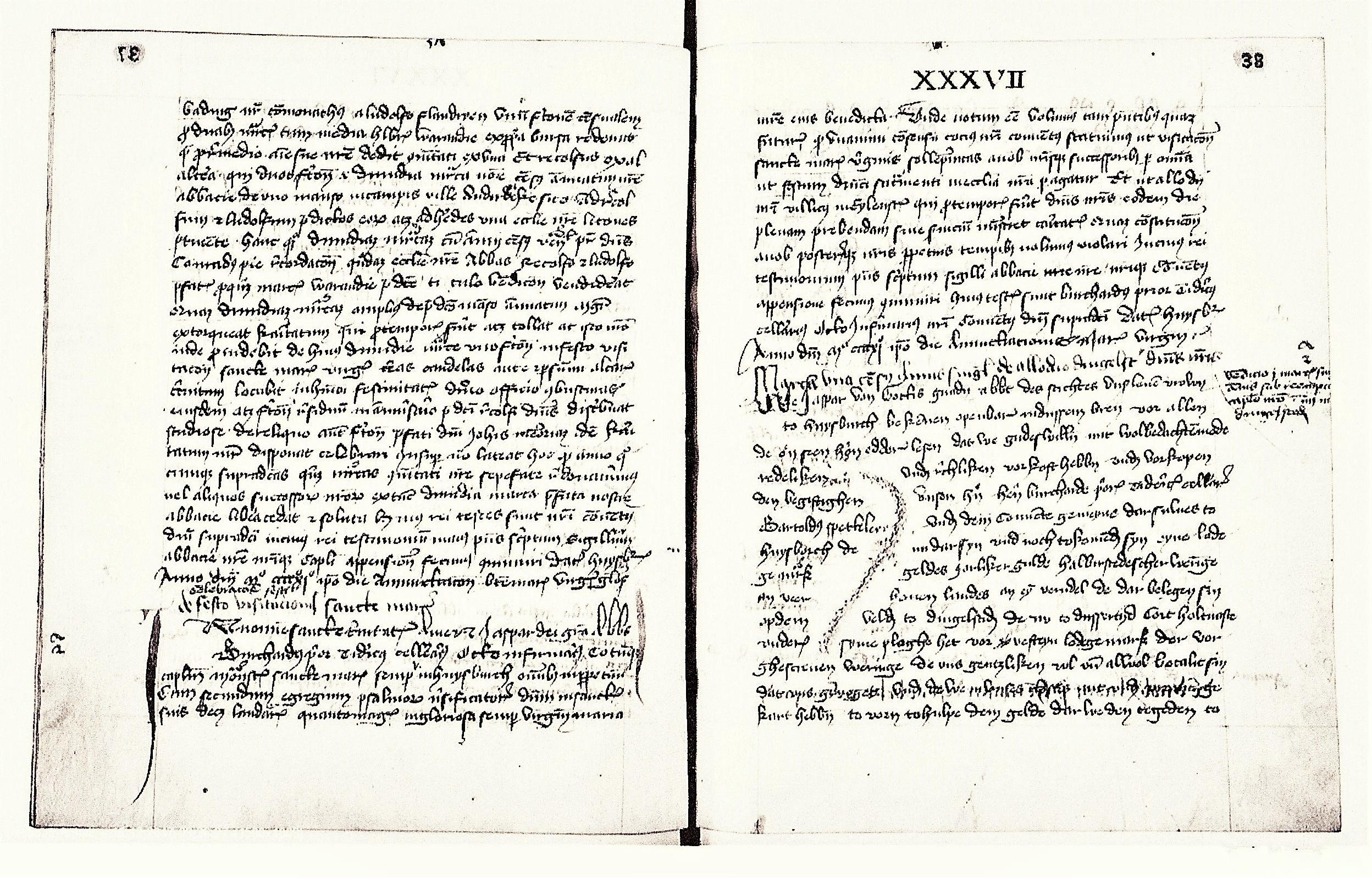
Copiarium monasterii Huysburg

Ende des 13. Jahrhunderts kam es zu einer finanziellen Krise, doch Mitte des 14. Jahrhunderts stabilisierte sich die Kirchenökonomie wieder. Abt Jasper Edler von Berwinkel hat 1403 das älteste erhaltene Kopiar des Klosters angelegt. Durch seinen notarius publicus Sparenberg ließ der Abt alle Urkunden, Abmachungen und Ereignisse von der Gründung bis in seine Zeit beschreiben und transsumieren. Zu Beginn der Reformzeit entstand um 1450 unter Abt Dietrich Brand ein umfassendes Registrum censum mit zugeordneten Urkunden zu den einzelnen Orten.
Im Laufe des 15. und 16. Jahrhunderts wurden die Lehn-, Zins- und Pachtregister stetig verbessert. Mittelpunkt der Kirchenökonomie waren im 15. Jahrhundert die großen Klosterhöfe in Eilenstedt, Dingelstedt, Badersleben, Anderbeck und Sargstedt. Der Röderhof am Nordhang des Huys entstand im Bereich des wüst gefallenen Neudorfes. Die großen Höfe konnten als Freihöfe von den landesherrlichen Steuern und Diensten abgehalten werden.
Die Bauernunruhen 1525 und der Schmalkaldische Krieg 1547 bereiteten dem Kloster wirtschaftliche Schwierigkeiten. Die militärischen Invasionen im halberstädtischen Land zwischen 1626 und 1648 schädigten das Kloster und die Klosterherrschaft schwer. Erst nach 1677 kam durch Abt Nikolaus von Zitzewitz das Kloster wieder zu neuem Wohlstand und einer weiteren Ausdehnung seines Besitzes. Dieser war im Lande sehr verstreut. Die Haupthöfe Röderhof und Eilenstedt wurden von mönchischen Provisoren geleitet. 1804 wurde das Kloster aufgehoben und zur staatlichen Domäne umgewandelt.

## Baulichkeiten

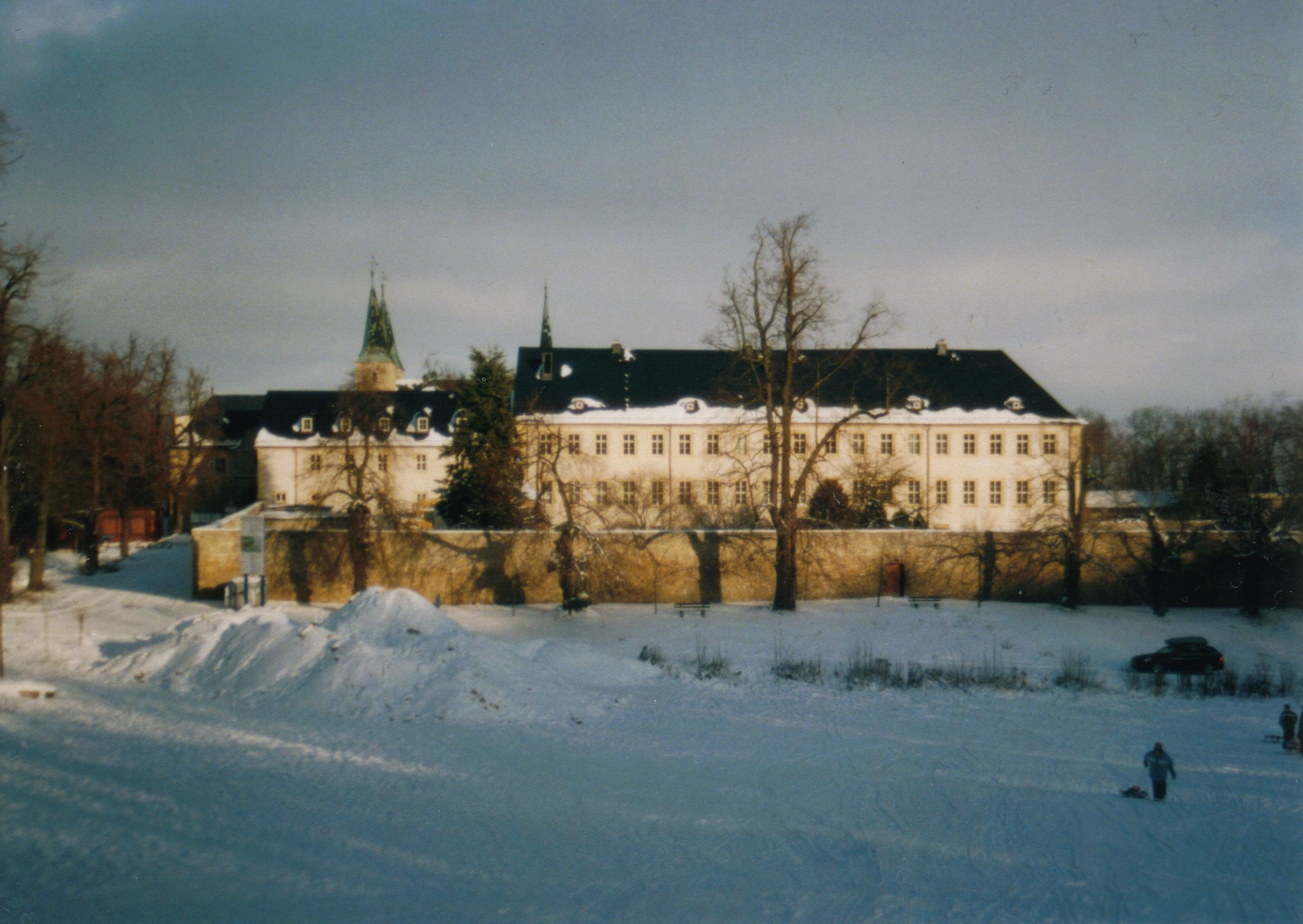
Klosteranlage mit Ekkehard-Haus (Gästehaus), 2006

Drei mittelalterliche Quellen bezeugen aus relativ geringem zeitlichem Abstand die bauliche Entstehung des Klosters. Der Annalista Saxo bezeichnet für das Jahr 1070/71 Huysburg bereits als locus excelsus und bemerkt, dass sich dort eine von Bischof Burchard I. von Halberstadt erbaute capella befände. Die Gesta Episcoporum Halberstadensium nennen zu 1046 eine capella in einem palacium Huiesburch Bischof Burchards I. Nach dem Chronicon Hujesburgens sollen zwischen 1051 und 1059 vom Erzbischof Engelhard von Magdeburg die zwei in der Kapelle vorhandenen superius Quidam altare geweiht worden sein. Berichtet wird auch, dass der erste Abt Ekkehard im östlichen Teil der civitas eine zweite capella errichten ließ. Unter dem zweiten Abt Alfried wurde die ursprüngliche Kapelle unter Bewahrung des sanctuarium abgebrochen und eine neue gebaut. Die Weihe erfolgte durch den Merseburger Bischof Werner von Wolkenburg. Diese ecclesia, eine dreischiffige Anlage mit zwei Geschossen, wurde unter Bischof Reinhard von Blankenburg teilweise abgebrochen und bis 1121 als aufwendiges Münster monasterium neu gebaut.
Das mit einer Bruchsteinmauer umgebene, über sechs Hektar große Klosterareal befindet sich auf der höchsten Höhe des Huywaldes. Westlich auf der Anhöhe stehen die Klostergebäude mit Kirche und Klausur. In dem östlich fast vier Meter tiefer liegenden Gelände befinden sich die Wirtschaftsgebäude und der Klostergarten. 1967 wurden dort das Trafohaus und die Kläranlage und 1979 die neue Treppenanlage gebaut.
Man betritt den Klosterhof an der Südwestecke durch das 1786 mit drei Bogen vollendete Torhaus. Die Inschrift im oberen Bogen auf der Hofseite deutet dies als Zeichen der Verehrung des dreieinigen Gottes:
saCra Deo trIno trIpLICI patet absIDe porta, ter trIa fata foras proVIDa Verte trIas.
„Das Tor ist geöffnet mit dreifachem Bogen und ist dem dreifaltigen Gott geweiht. Halte dreifach fern, bewahrende Dreifaltigkeit, die  drei Unheilsmächte!“
Gemeint sind die drei Parzen, die römischen Schicksalsgöttinnen, die tödliches Unheil symbolisieren. Es handelt sich um ein Chronogramm, dessen Großbuchstaben, die jeweils einen römischen Zahlenwert darstellen, zusammen die Jahreszahl 1768 ergeben. In jenem Jahr wurde die Wiederherstellung der Klosteranlage vollendet.
Auf der Nordseite des Hofes steht die kreuzförmige, rund 48 Meter lange Klosterkirche. Sie ist nicht exakt geostet, sondern besitzt eine Ausrichtung des Chores nach Südosten. Ostwärts der Kirche schließt das zweigeschossige, langgestreckte, barock veränderte Konventgebäude, das ehemalige Dormitorium, aus dem 16. Jahrhundert an. Davor befindet sich das Klosterquadrum. In seinem 2005 erbauten eingeschossige Westflügel befinden sich neben der Klosterpforte noch das Sprechzimmer und die Sakristei.
Vom Südflügel des Klosterquadrums, dem sogenannten Mittelgebäude, ist das romanische Refektorium erhalten geblieben. In der Barockzeit war in diesem Saal die Bibliothek eingerichtet worden. Archäologische und bauhistorische Untersuchungen in den Jahren 1994 bis 1996 und 2006 und 2007 belegen, dass es sich hier um ein bedeutendes Zeugnis romanischer Klosterbaukunst handelt. Denn in der Nordwand sind Reste von einem ersten Bau um 1130 erhalten und lassen Reste eines Kreuzgangs erkennen. Um 1160 errichtete man ein größeres und breiteres, zweigeschossiges Gebäude mit den zwei großen, übereinander stehenden, zweischiffigen und sechs Jochen langen Sälen.
Nach Verlegung des Pflegeheimes konnte 1993 mit der Entkernung der 1953 eingezogenen Trennwände in der sogenannten Bibliothek des Südflügels der Klausur begonnen werden. 1994 wurde mit umfangreichen Baumaßnahmen am nördlichen Klausurflügel begonnen.
Der 2008 restaurierte prachtvolle Saal im Obergeschoss des Südflügels aus romanischer Zeit lässt auf eine Hochphase in der Geschichte des Klosters schließen.
Durch den Anbau eines Treppenhauses ist der romanische Saal wieder zugänglich. Der sich anschließende 2008 fertiggestellte Neubau für die Verwaltung und Gästezimmer vervollständigte 2009 die kreuzgangartige Anlage eines claustrums.
Der heutige weite Klosterhof wird im Süden durch die repräsentativen Barockbauten des einstigen Fremdenhauses von 1746, auch Gästehaus der Abtei genannt, und durch das Wirtschaftsgebäude von 1748 mit Bäckerei und Schlachterei flankiert. Das Fremdenhaus ließ der kunstverständige Abt Arnold Brickwedde mit dem Cellerar Conrad Nolten durch den Halberstädter Heinrich Beyer erbauen. Das aufwendige, zweigeschossige Gebäude hat einen dreiachsigen Mittelrisalit mit geschweiftem Giebel. Unter dem Hauptportal befinden sich im Sprenggiebel Wappen und Inschriften. Die lateinische Inschrift Siehe den Bau hier aufgeführt unterm Sieg der Preußenheere. Nach dem Friedensbund gebührt dir, o Gott, allein die Ehre bezieht sich auf den Frieden von Dresden vom Dezember 1745 – das Chronogramm der Inschrift ergibt 1746. Das Haus zeichnet sich durch eine großzügige Raumaufteilung aus. Im Festsaal, dem sogenannten Kaisersaal, sind auf den Deckengemälden, die der Halberstädter Malers Schape ausführte, Kaiser Franz I. und Kaiser Joseph II., die Könige Friedrich der Große und Friedrich Wilhelm II., ferner deren Gemahlinnen, darunter Kaiserin Maria Theresia, zu sehen. Erste Restaurierungsarbeiten im Kaisersaal, am Mittelbild und Stuckergänzungen erfolgten 1965. An der Westseite des Treppenhauses steht heute die Bronzeplatte des ersten Abtes Ekkehard, der 1084 starb. Im schmalen Bildfeld, von einer Inschrift umgeben, ist der Abt in vollem Ornat zu sehen.
Die nach Plänen des Trierer Dombaumeisters Karl Peter Böhr erfolgte Sanierung und Restaurierung der Gebäude und die Einrichtung des Tagungs- und Gästehauses mit dem Namen Ekkehard-Haus kostete bis 2008 rund 17 Millionen Euro, zu denen die EU mit Fördergeldern erheblich beitrug.
Wie die Kirche selbst zeigt sich der Klosterhof mit seinen Gebäuden als gelungene Mischung der Baustile vom 12. Jahrhundert bis zum späten 18. Jahrhundert. Das herrschaftliche Barock scheint die Erhabenheit der früheren klösterlichen Bauten der Benediktinermönche besonders hervorzuheben.
Hinter dem zweigeschossigen heutigen Konventhaus in der nordwestlichen Hofecke befindet sich an der Klostermauer bis zu den Westtürmen der Kirche der kleine Klosterfriedhof.

## Klosterkirche

### Baugeschichte
Die 1121 geweihte Klosterkirche St. Maria ist ein bedeutendes Denkmal niedersächsischer Baukunst zwischen früh- und hochromanischer Architektur. Die Baugeschichte der Kirche erstreckt sich von der romanischen Bauphase des 12. Jahrhunderts über eine spätgotische zum Ende des 15. Jahrhunderts und bis zu einer barocken des 18. Jahrhunderts. Es scheint bei einigen Zeitabschnitten aber noch Forschungsbedarf zu geben. Belegt sind die Bauphasen von 1083 bis 1088 und von 1106 bis 1123.

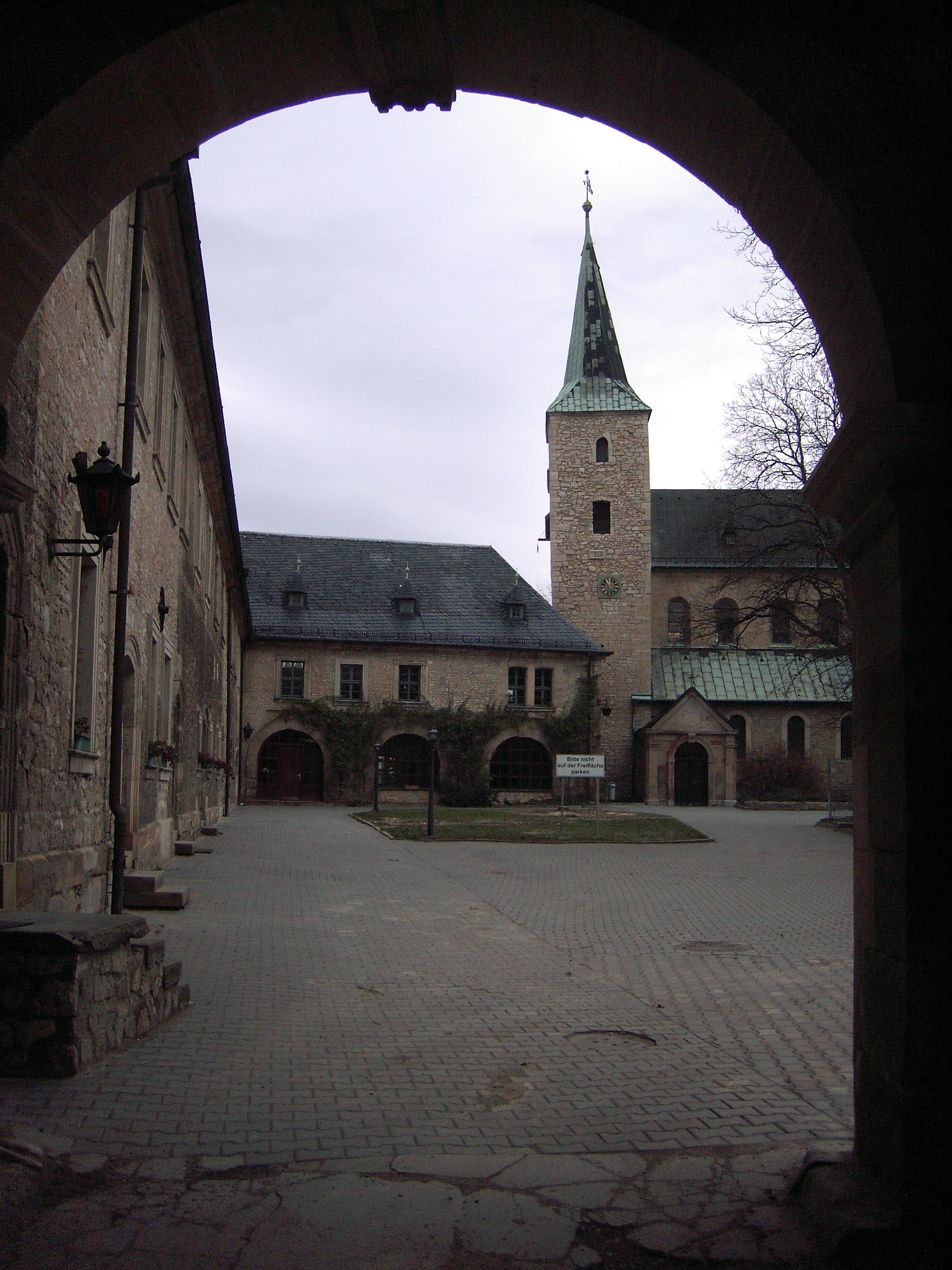
Torturmdurchfahrt, Gästebereich, Pfarrsaal und Kirche

Nach den Zerstörungen während der Kriege im 17. und 18. Jahrhundert erhielt die Kirche eine spätbarocke Einrichtung. Zu den architektonischen Veränderungen gehörten die neuen Seitenschiffmauern mit vergrößerten Rundbogenfenstern. Der Haupteingang wurde 1756 durch eine rechteckige Vorhalle umgestaltet. Im Westen errichtete man im Kircheninneren 1767 eine vorkragende Orgelempore. Der Chor bekam 1727 an seiner nördlichen und südlichen Wand je eine Türöffnung und die Marienkapelle erhielt ein neues Portal.
Ab 1930 wurden Restaurierungsarbeiten vorgenommen, maßgeblich durch Fritz Leweke. 1974–1977 erfolgte eine Neuausmalung der Kirche auf dieser Grundlage. Die Wandflächen wurden weiß, die Architekturteile steinsichtig gehalten. Deckenbilder von 1729 wurden gereinigt. 1979 wurde der Fußboden mit roten und weißen Sandsteinplatten erneuert. 1978–1979 erfolgte an der Südwand des Chores der Neubau einer Sakristei und der nördliche Kreuzgangflügel wurde bis an das Querhaus verlängert.

### Außen

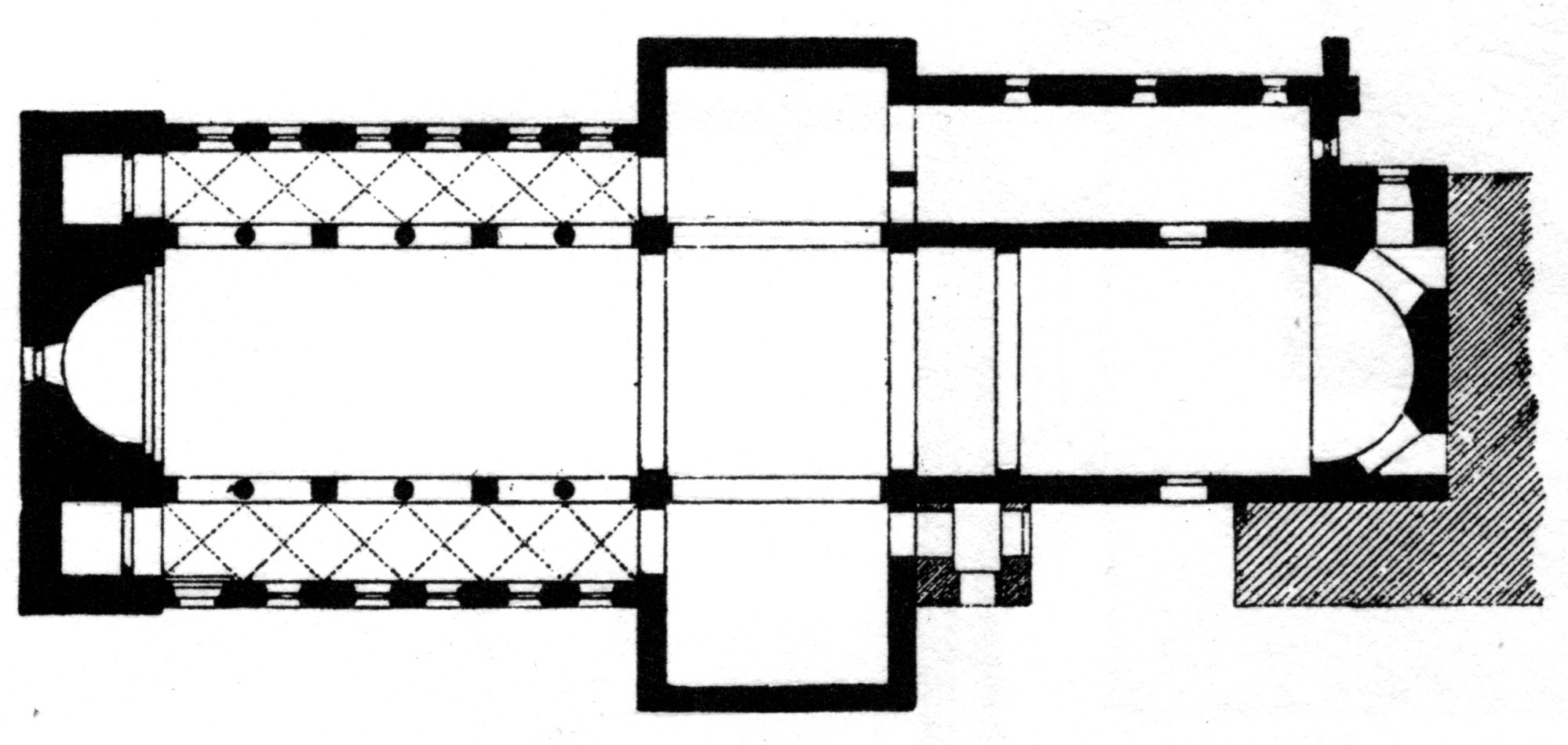
Grundriss der Klosterkirche

Die Klosterkirche ist in ihrer heutigen Gestalt eine dreischiffige, kreuzförmige Basilika mit flachgedecktem Mittelschiff und gurtlos kreuzgratgewölbten Seitenschiffen. Sie wurde aus gelblichem Muschelkalk erbaut, der am Bauplatz vorhanden ist. Während die Hochschiffwand, die Vierung, die beiden Chorapsiden in hervorragender Hausteintechnik gearbeitet sind, bestehen die übrigen Gebäudeteile aus grobem, hammerrechtem Handquadermauerwerk. 1975–1976 erfolgte eine Neuverfugung des Mauerwerks.
Die zwei Türme des wuchtigen Westbaus mit den steilen gotischen Turmhelmen wurden 1487 hinzugefügt. Die kupfernen Wetterfahnen haben die Darstellungen der Mutter Gottes und des heiligen Benedikts. Beide Westtürme und der Vierungsturm wurden 1975–1976 mit Kupferblech neu eingedeckt. Das Satteldach und die Giebel wurden 1492 erhöht und mit einem Dachreiter versehen.

### Innen

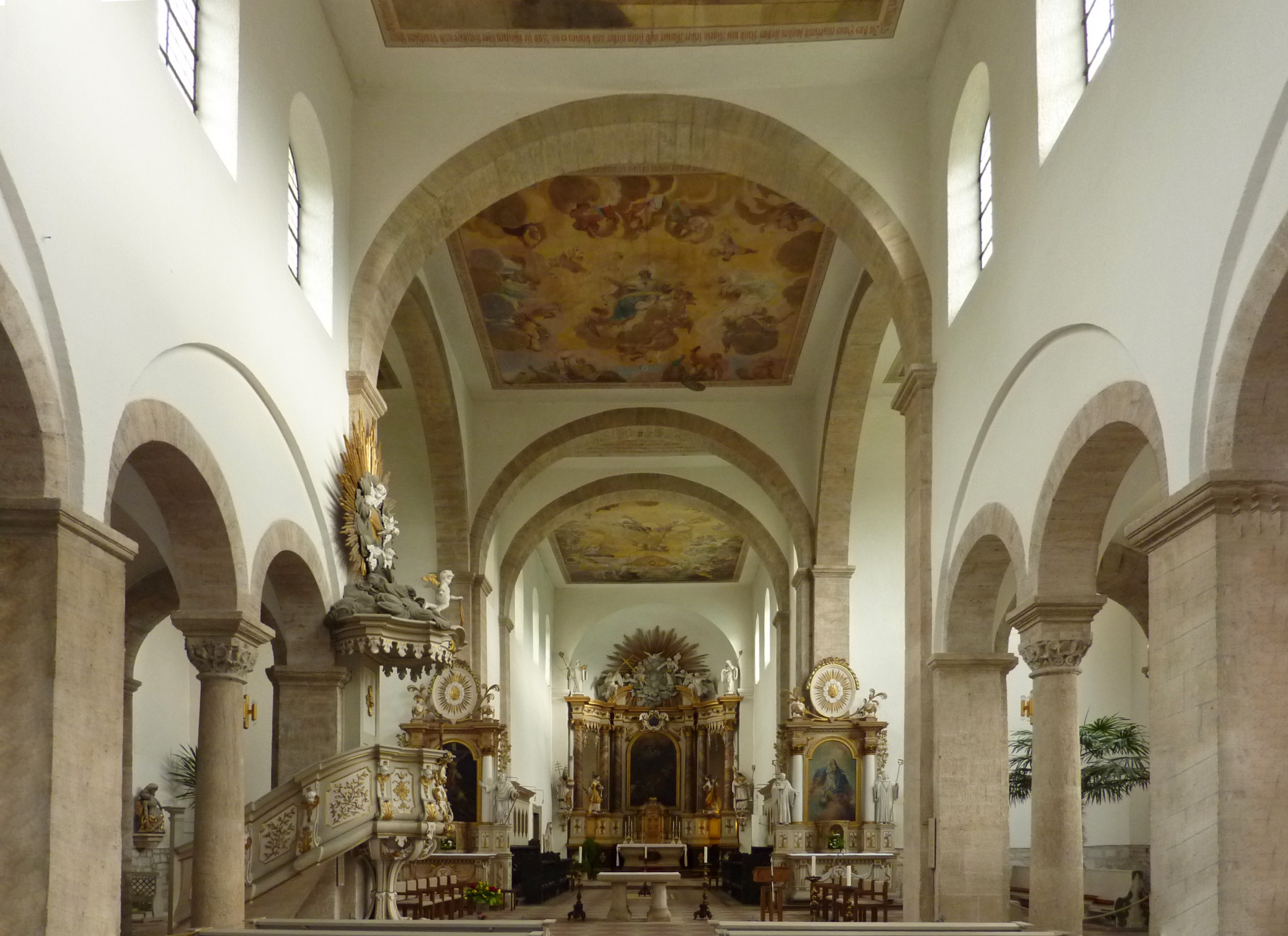
Inneres der Kirche

Der Haupteingang der Kirche mündet in einer breiten Vorhalle in das westliche Joch des südlichen Seitenschiffes. Eine halbrunde Apsis bildet den Westchor. Eine Orgelempore mit einwärts geschwungener Brüstung ragt im Westen bis ins zweite Langhausjoch vor. Der Aufriss des Langhauses der Klosterkirche ist zweigeschossig gegliedert. Die Arkatur besteht aus drei großen, jeweils von Pfeiler zu Pfeiler gespannten Rundbögen. Zwischen die Pfeiler ist mittig je eine Säule eingestellt, die ihrerseits je zwei in der Wandstärke zurückspringende Rundbögen trägt. Die dadurch entstandene differenzierte, sechsgliedrige Bogenreihe gibt als rheinischer Stützenwechsel dem Kirchenraum seine Leichtigkeit und Ruhe. Die einzige Ornamentik befindet sich an den Kapitellen der Säulen der Blendarkaden. In situ erlebbar sind noch die sechs Kapitelle des Langhauses in korinthisierenden Formen. Hier gibt es Ähnlichkeiten zu Kapitellen im Westwerk von Corvey. Auch die Kapitelle in der Marienkapelle gleichen denen in der Klosterkirche Ilsenburg und denen im Michaelsteiner Refektorium.
Die Marienkapelle war ursprünglich der Gebetsraum für die Einsiedlerinnen am Gottesdienst. Die Statue der Muttergottes ist eine Kopie der romanischen Madonna vom Paradiesportal des Domes in Paderborn. Diese Figur stiftete 1952 Kardinal Lorenz Jaeger als Zeichen der Verbundenheit über die damalige innerdeutsche Grenze hinweg.
Durch die großen Obergadenfenster wird der Raum mit Licht erfüllt.
Die Rundbogenfenster im nördlichen Seitenschiff sind zugemauert. Die Ostteile der Kirche bestehen aus einem sehr langen, rechteckigen Chor und einer Halbrundapsis. Nördlich, im ursprünglichen Nebenchor befindet sich die heutige Marienkapelle.
Der barocke Vorbau als heutiger Kircheneingang hat das romanische Portal ersetzt. Über der Tür steht das Baujahr ANNO MDCCLVI, das heißt 1756.

### Ausstattung
Die Kirchenausstattung umfasst bedeutende Stücke aus allen Epochen der monastischen Zeit. Die Flachdecke der Kirche trägt ein großes, barockes Deckengemälde eines unbekannten Meisters von 1729 und wurde 1815 übermalt. Bei einer umfassenden Restaurierung der Kirche 1930–1931 und 1933–1934 durch Fritz Lewecke wurden auch die Gemälde teilweise restauriert. Die Szenen beziehen sich auf das Wirken Gottes durch Jesus Christus mit der Bildfolge vom Hochaltar aus gesehen:
- Offenbarung des dreifaltigen Gottes, dessen Gegenwart im Sakrament der Eucharistie, dem Herrenmahl, erfahren und verehrt wird.
- Verkündigung der Geburt Jesu durch den Engel, der Maria erscheint.
- Die Engel verkünden den Hirten auf einem Felde bei Bethlehem, dass der Retter der Welt geboren ist.
- Leibliche Aufnahme Mariens in den Himmel.
- Anbetung des Jesuskindes durch die drei Weisen aus dem Osten.
- Überwindung des Satans, das Böse wird endgültig vernichtet. Kampf des Erzengels Michael mit dem Drachen nach der Offenbarung des Johannes.

Gleichzeitig mit der Decken- und Wandmalerei erhielt die Kirche in der Ostapsis einen neuen Hochaltar. Er besteht aus einer sechssäuligen Kolonnade korinthischer Ordnung und prachtvollem Gebälk. Der Hochaltar mit dem lebensgroßen Figurenschmuck wurde unter Abt Engelbert Engemann 1777–1787 von dem Halberstädter Bildhauer Stubenitzki geschaffen. Auf der Nordseite erscheinen die Heiligen Papst Gregor der Große als Patron des Klosters, Stephanus als Patron des früheren Bistums Halberstadt und der Abt Ekkehard. Südlich stehen die heilige Maria Magdalena als Patronin der Einsiedlerinnen, die Einsiedlerin Pia von Quedlinburg sowie Bischof Burchard I. von Halberstadt als Erbauer der ersten Kirche auf dem Huy. Oben sind der heilige Benedikt und die heilige Scholastika, seine leibliche Schwester, zu sehen. Gekrönt wird der Hochaltar von der Darstellung des dreieinen Gottes in Symbolgestalten: Gottvater mit Zepter, Jesus (Gottsohn) mit Kreuz und der Heilige Geist verbildlicht als Taube.

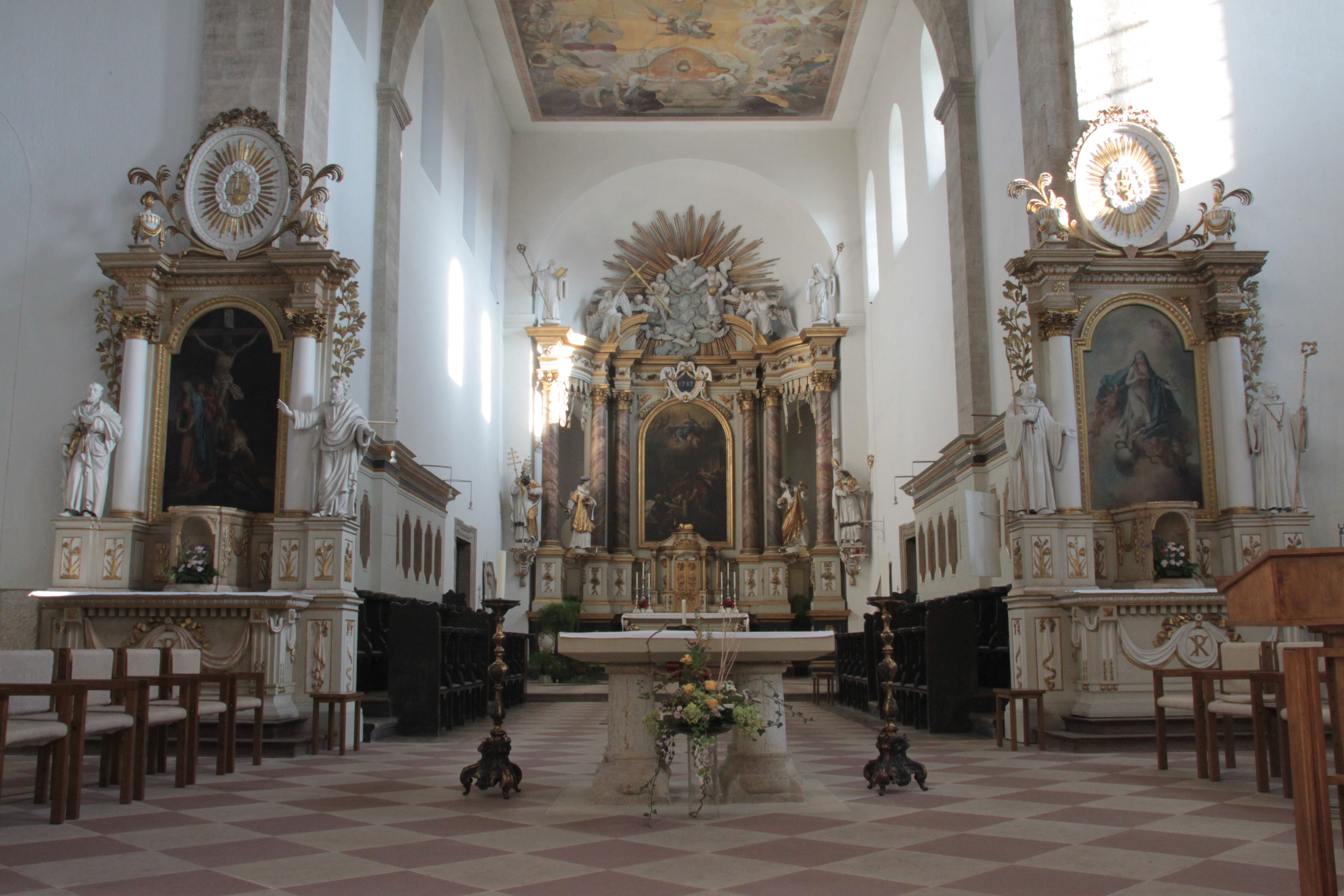
Altar in der Kirche Huysburg

Das Altargemälde der Himmelfahrt Mariens mit schwebenden Engeln und Aposteln schuf 1781–1796 der Paderborner Maler Anton Joseph Stratmann. Dessen Sohn Anton Ferdinand gestaltete als Maler, später wurde er Polizeikommissar, zusammen mit dem Tischler Eilenkötter aus Hildesheim und dem Holzbildhauer Hinse aus Söder bei Hildesheim 1793 die beiden Nebenaltäre. Das nördliche Altargemälde zeigt Maria die Schlange zertretend, das südliche Christus am Kreuz mit Maria, Johannes und Maria Magdalena. Sie wurden von Anton Joseph Stratmann gemalt. Die zwei seitlichen Schnitzfiguren der beiden Seitenaltäre stellen (unbekannte) heilige Äbte dar.
Die geschnitzte Barockkanzel an der nordöstlichen Langhauswand stammt von 1767. Am Kanzelkorb sind Maria und Mauritius dargestellt, das Wappen wird Abt Matthias Hempelmann (1723–1733) und Abt Conrad Nolten (1756–1781) zugeordnet. Der Hauptaltar in der Vierung wurde 2006 von Werner Nickel aus Nienburg entworfen und in Sandstein von Frithjof Meussling aus Pretzien ausgeführt. Die vier Basen sind Fundstücke aus dem Ostflügel der Klausur; die Säulenschäfte stammen aus den alten Grundmauern. Neu wurde nur die Mensa, die Tischplatte, gefertigt.
Von der gotischen Ausstattung ist das Grabmal des Abtes Ekkehard im nördlichen Querhaus erhalten. Es wurde 2004 neu gestaltet und ist geschmückt mit dem Wort des heiligen Ambrosius: Christus ist alles für uns. Daneben ist das Grab des Magdeburger Bischofs (von 1970 bis 1990) Johannes Braun von 2004. Die Inschrift lautet: Ich habe geglaubt, darum habe ich geredet. Im südlichen Querhaus befindet sich das Grab des Abtes Nikolaus von Zitzewitz (1676–1704), dem zweiten Begründer des Klosters. Er hatte nach den Wirren des Dreißigjährigen Krieges das Kloster wieder aufgebaut. Das große Epitaph zeigt die Auferweckung des Lazarus durch Jesus. Am unteren Rand ist das Familienwappen mit dem doppelköpfigen Adler zu sehen.

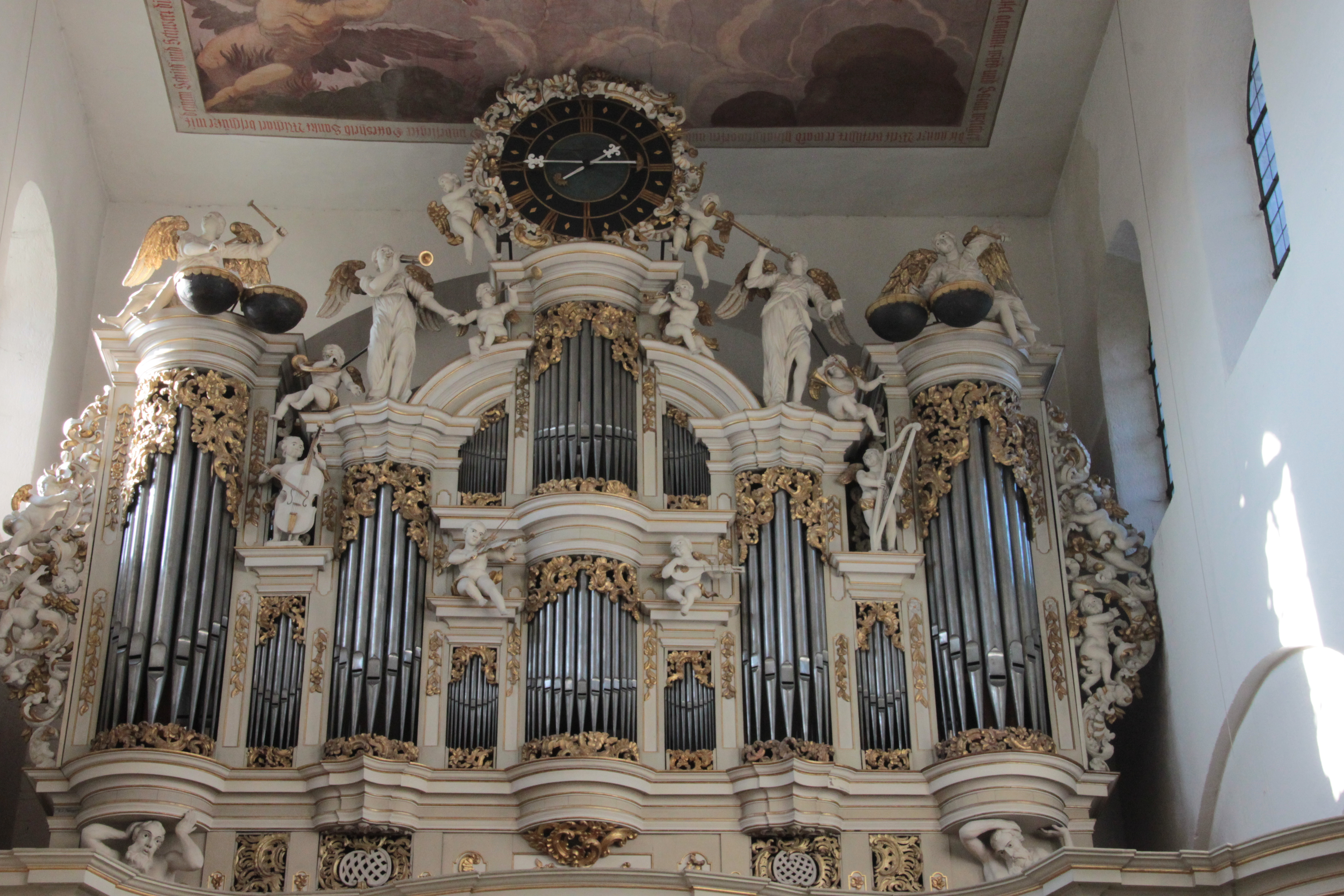
Orgel in der Kirche Huysburg

In der Westapsis steht eine frühbarocke Sandsteintaufe in Kelchform. Ihre Kuppa ist geschmückt mit Engeln und Fruchtfestons im Hochrelief. Die Szene auf dem hohen Holzdeckel stellt die Taufe Jesu durch Johannes den Täufer im Jordan dar.
Die einzig vom barocken Geläut noch erhaltene Rosenkranzglocke von 1695 mit 44 Zoll und 900 kg wurde vom Wolfenbütteler Gießer Heiso Meyer geschaffen.
Nahe dem Ausgang und dem Orgelaufgang befindet sich ein romanisches Türsturzfragment mit einem Engel, der ein Spruchband hält und eine Botschaft verkündet. Er stammt vermutlich von den um 1170 zerstörten steinernen Chorschranken aus der Zeit der Romanik.

### Orgel
Die Orgel auf der Westempore schuf 1760 der Orgelbaumeister Adolar Papenius. Der Halberstädter Bildhauer Bartholdi fertigte den Orgelprospekt mit Rokokoskulpturen musizierender Engel auf mehrfach geschwungener und auch an der Unteransicht geschnitzter Empore. Durch unsachgemäße Restaurierung im 19. Jahrhundert stark beschädigt, wurde das Orgelwerk 1900 durch ein romantisches von Hugo Hülle und 1983 durch ein neues mit 27 Registern und mechanischen Trakturen der Orgelbaufirma Eule aus Bautzen ersetzt. Es besitzt folgende Disposition:
| I Hauptwerk C–g3 |            |        |
| 1.               | Bordun     | 16′    |
| 2.               | Prinzipal  | 8′     |
| 3.               | Rohrflöte  | 8′     |
| 4.               | Oktave     | 4′     |
| 5.               | Spitzflöte | 4′     |
| 6.               | Gemsquinte | 2 ⁄3′  |
| 7.               | Flachflöte | 2′     |
| 8.               | Terz       | 1 3⁄5′ |
| 9.               | Mixtur V   | 2′     |
| 10.              | Trompete   | 8′     |
|                  | Tremulant  |        |

| II Ober- / Schwellwerk C–g3 |                                             |       |
| 11.                         | Weitgedackt                                 | 8′    |
| 12.                         | Viola da Gamba                              | 8′    |
| 13.                         | Prinzipal (im Prospekt, nicht im Schweller) | 4′    |
| 14.                         | Fugara                                      | 4′    |
| 15.                         | Holzflöte                                   | 4′    |
| 16.                         | Oktave                                      | 2′    |
| 17.                         | Sifflöte                                    | 1 ⁄3′ |
| 18.                         | Scharff IV                                  | 1′    |
| 19.                         | Holzdulcian                                 | 16′   |
| 20.                         | Cromorne                                    | 8′    |
|                             | Tremulant                                   |       |

| Pedal C–f1 |               |       |
| 21.        | Prinzipalbass | 16′   |
| 22.        | Subbass       | 16′   |
| 23.        | Oktavbass     | 8′    |
| 24.        | Gedecktbass   | 8′    |
| 25.        | Choralbass    | 4′    |
| 26.        | Rauschwerk IV | 2 ⁄3′ |
| 27.        | Posaune       | 16′   |

- Koppel: II/I, I/P, II/P
- Schwelltritt

## Bis zur Aufhebung des Klosters

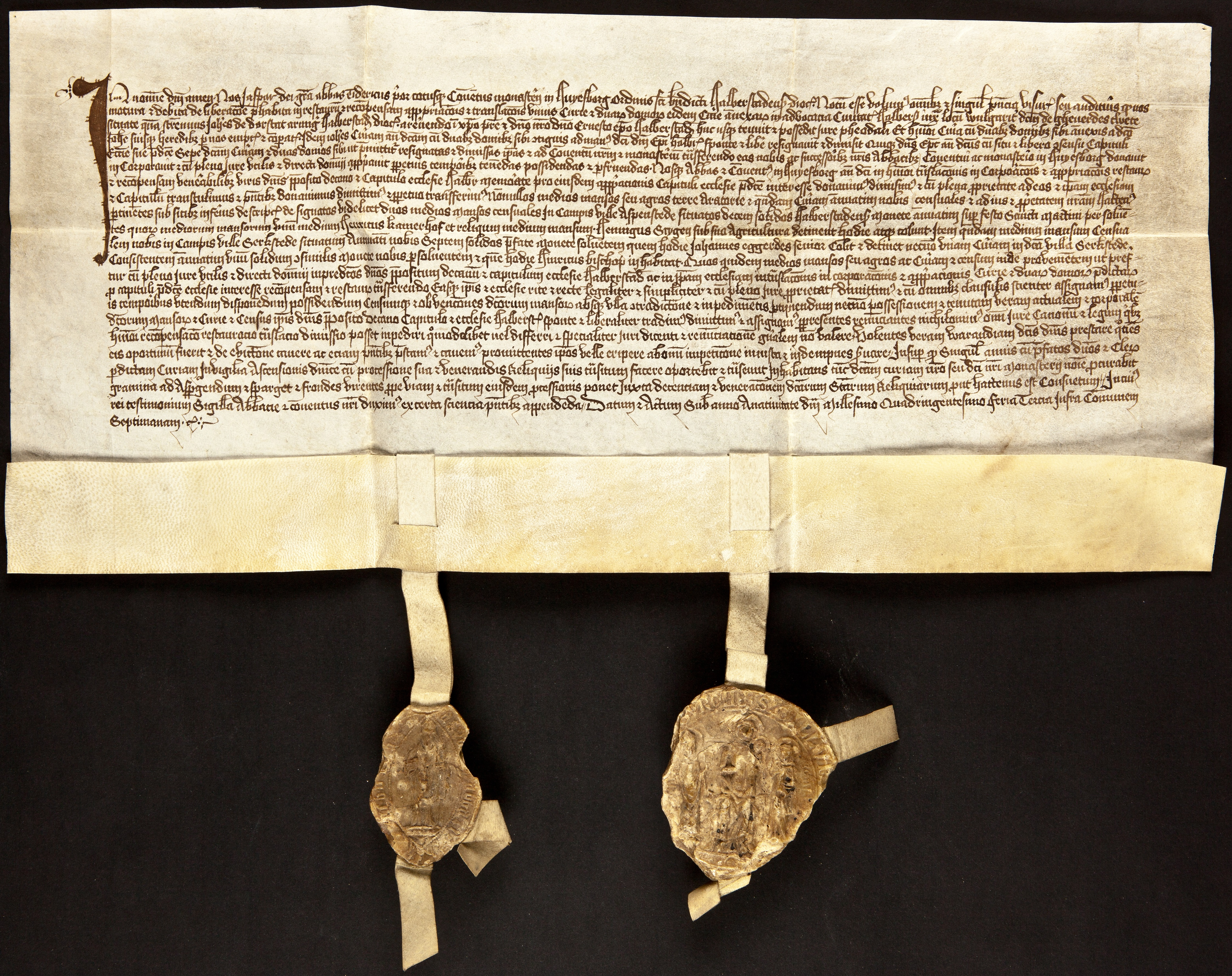
Bischof Ernst übereignet dem Kloster Huysburg unter Abt Jasper den sog. Abtshof in Halberstadt

Bischof Burchard II. beurkundete am 1. November 1084, dass das Kloster seine persönliche Stiftung und ein bischöfliches Eigenkloster sei. Unter Abt Alfried wurde das Kloster zur Abtei mit Recht der freien Abtswahl erhoben. Er ließ die alten Klostergebäude abreißen und dem Mönchsstand besser entsprechende Häuser errichten. Die vergrößerte, heutige Klosterkirche wurde am 1. August 1121 geweiht und die Abtei 1133 fertiggestellt. Ab 1290 hatte das Kloster verstärkt unter finanziellen Nöten zu leiden, konnte aber erst 1398 unter Abt Jasper Edler von Berwinkel seinen Besitzstand wieder vergrößern.
In der Zeit der Reform des benediktinischen Mönchtums wurde das Kloster Huysburg am 14. März 1444 als drittes Kloster in die Bursfelder Kongregation aufgenommen und blieb im Papsttum. Unter Abt Dietrich Brand wuchs der Huysburger Konvent 1470 mit 31 neuen Mönchen stark an, was sich auch an den baulichen Veränderungen im gotischen Stil ablesen lässt.
Während des Bauernkrieges wurde die Huysburg am 5. Mai 1525 von einem vorüberziehenden Bauernheer geplündert und in Brand gesetzt. Die Kirche wurde nicht zerstört und der Konvent blieb weitgehend zusammen.
Erst im Dreißigjährigen Krieg kam es zu großen Zerstörungen und Verwüstungen im Kloster. Mit dem Sieg der Schweden bei Breitenfeld 1631 setzte bei den katholischen Priestern und Ordensleuten die große Schwedenflucht ein. Die Huysburger Mönche gingen überwiegend nach Hildesheim.
1648 wurde durch den Westfälischen Frieden der Bestand der Huysburg und zehn anderer Klöster im Gebiet um Halberstadt garantiert. Das Bistum Halberstadt wurde zum Fürstentum umgewandelt, und die Huysburg wurde zum Zentrum für die katholische Minderheit im Raum Magdeburg.
Neuen Aufschwung im Kloster gab es ab 1677 durch den im pommerschen Bessnitz geborenen Abt Nikolaus von Zitzewitz. Als studierter Jurist zeichnete er sich durch eine hervorragende ökumenische Gesinnung aus. Unter seiner Leitung stiegen die Jahresbeiträge beträchtlich, und er konnte 37 Mitbrüder in das Kloster einführen. Sein Grab und Epitaph befinden sich im südlichen Querhaus der Klosterkirche.
Unter seinen Nachfolgern entstanden die heutigen barocken Bauten, wie das Gästehaus, die Wirtschaftsgebäude mit dem Torhaus und die Inneneinrichtung der Kirche.

### Die Inkorporation des Klosters Minden
Das Kloster Huysburg unterhielt in mittelalterlichen Zeiten keine Propsteien. Doch am 5. September 1696 wurde auf Betreiben von Abt Nikolaus von Zitzewitz das verarmte Mindener Benediktinerkloster St. Mauritius der Abtei auf dem Huy mit Zustimmung der Bursfelder Union inkorporiert. Das Mindener Kloster hatte nach 1690 keinen Abt mehr, bestand nur noch aus sieben Mönchen und befand sich in größten finanziellen Schwierigkeiten. Die Inkorporation in das Kloster Huysburg erfuhr ihre Bestätigung durch den brandenburgischen Kurfürsten Friedrich III. am 14. Februar 1697. Die Leitung dieses Klosters oblag fortan einem vom Huysburger Abt bestellten Prior. Dieses Huysburger Priorat hatte über die Aufhebung des Klosters hinaus bis 1810 Bestand. 1801 hatte der Klosterkonvent Huysburg-Minden noch 15 Mönche in Huysburg und sechs in Minden.

## Bibliothek
Die Abtei Huysburg wurde 1525 geplündert. Dabei wurde auch die Bibliothek zerstört, doch überstanden nachweislich mehrere Bücher (auch Drucke und Handschriften) den Brand und Raub, darunter auch einige, die auf der Huysburg gebunden worden waren. Während des Abbatiates (der äbtlichen Amtszeit) von Abt Nikolaus von Zitzewitz vergrößerte sich 1693 die Bibliothek wieder. Noch nach der Klosteraufhebung von 1804 spiegelte eine beachtliche Anzahl von Büchern und Handschriften die Blütezeit des Klosters und seiner Bücherei wider. Die Huysburger Bibliothek besaß etwa 4000 gedruckte Bücher und einige hundert Manuskripte. Der weitaus größte Teil des erhaltenen und bisher bekannt gewordenen Huysburger Buchbestandes stammt vom Ende des Mittelalters. Nach der Aufhebung des Klosters erhielt die Universität in Halle (Saale) im Jahre 1810 den ersten Zugriff. Dort trafen 1810 sechs Kisten mit Drucken der Huysburg ein, oftmals mit dem Vermerk Monasterii B:M:V. quod est diocoesis Halberstadensis in Huissburgk. Ein größerer Teil von über 50 Handschriften und frühen Drucken gelangte in die Hände des ehemaligen Benediktinerpaters (Pfarrers/Priesters), Theologieprofessors, Bibelübersetzers und Büchersammlers Leander van Ess, eines Vetters des Huysburger Priors Carl van Ess. Ein umfänglicher Teil davon fand später seinen Weg zum englischen Adeligen Sir Thomas Philipps, dem größten Handschriftensammler aller Zeiten.
Nachweisbare Huysburger Handschriften und Bücher in heutigen Bibliotheken:
- Die Handschriften und Bücher Nr. 1–10 aus dem 12.–15. Jahrhundert, darunter das Stadtrecht zu Goslar und das kleine Kaiserrecht, im Bestand der Staatsbibliothek Berlin, Preußischer Kulturbesitz.[33]
- Die Handschriften Nr. 19–22 aus dem 15. Jahrhundert, darunter Land- und Lehnrecht von 1478, befinden sich in der Universitäts- und Landesbibliothek Sachsen-Anhalt in Halle.[34]
- Das Kopialbuch des Klosters Huysburg aus dem 16. Jahrhundert als Nr. 25 in der Dombibliothek Hildesheim.[35]
- Die Handschriften Nr. 15–16 aus dem 15. Jahrhundert in der Staats- und Universitätsbibliothek der Sächsischen Landesbibliothek zu Dresden.[36]
- Das 1520 für Huysburg gedruckte Missale aus Halberstadt als Nr. 12 im Herzog Anton Ulrich-Museum in Braunschweig.[37]
- Diverse Drucke 1493–1497 als Nr. 56 in der Landesbibliothek Oldenburg.[38]
- In der Herzog August Bibliothek zu Wolfenbüttel befinden sich Nr. 59–60, Bernardus Claravallensis von 1511 und Herbarium vivum von 1631.[39]
- Die Handschriften und Bücher Nr. 61–63 aus dem 17. Jahrhundert befinden sich im Bestand der Niedersächsischen Landesbibliothek zu Hannover.[40]

Ein Großteil der Huysburger Handschriften und Drucke befinden sich heute verstreut in mehreren Bibliotheken Europas und Amerika, darunter sind:
- 13 Handschriften Nr. 26–38 aus dem 12. bis 15. Jahrhundert[41], die das Britische Museum British Library zu London zwischen 1836 und 1840 erwarb.
- Eine Handschrift aus dem 14. Jahrhundert, Cantica canticorum mit der Nr. 39, besitzt die Public Library in New York.
- Die meisten Bücher aus dem 12.–15. Jahrhundert, Nr. 40–55, befinden sich in der Union Theological Seminary – The Burke Library in New York. Darunter die 1512 in Paris gedruckten Bibel- und Brevierfragmente, das bis 1710 gehende Necrologium der Nonnen von Hadmersleben, das um 1500 in Straßburg gedruckte Martyrologium et Regula Sancti Benedicti und das 1496 in Speyer gedruckte Breviarium Benedictinum Congregationis Bursfeldensis.

## Äbte und Klostervorsteher
Publizierte Chronologie bzw. Auflistung auch bei Leuckfeld (1714), Mertens (1885), Schrader (1978) und Scheib (2009).
Namen und Jahreszahlen bezeichnen die nachweisbare Erwähnung als Abt.
- 1080–1083 Ekkehard
- 1083–1134 Alfried
- 1135–1155 Egbert I.
- 1155–1162 Degeno
- 1162–1180 Otto
- 1182–1194 Reimbold
- 1194–1197 Heinrich I.
- 1197–1216 Ropert
- 1216–1219 Matthias I.
- 1219–1239 Siegfried I.
- 1240–1252 Ludolf
- 1252–1257 Konrad I., resigniert
- 1257–1258 Hugo, resigniert
- 1258–1281 Werner von Schermke
- 1281–1290 Heinrich II.
- 1290–1300 Bruno, resigniert
- 1300–1303 Konrad II.
- 1303–1326 Ditmar
- 1326–1329 Burchard
- 1329–1334 Egbert II.
- 1334–1336 Ulrich
- 1336–1353 Konrad III.
- 1353–1380 Gottfried
- 1380–1398 Siegfried II. von Dahlheim
- 1398–1423 Jasper Edler von Berwynkel (Berwinkel)
- 1423–1427 Heinrich III. Dingelstedt
- 1427–1440 Heinrich IV. Schwegerken
- 1440–1458 Johannes I. Oldenroth
- 1458–1483 Dietrich Brand
- 1483–1505 Johannes II. Stoppel
- 1505–1506 Konrad IV. von Minden
- 1506–1547 Hermann Eike von Unna
- 1547–1568 Johann III. Eike
- 1568–1583 Johann IV. Köpen
- 1583–1590 Georg Püstermacher
- 1590–1598 Jakob Hildesheim
- 1598–1633 Heinrich von Dellwig
- 1633–1643 Johannes von Gronenberg, resigniert
- 1643–1647 Sebastian Horn, abgesetzt
- 1643–1650 Adam Adami, resigniert
- 1650–1677 Sebastian Horn, erneut
- 1677–1704 Nikolaus von Zitzewitz
- 1704–1714 Jodokus Maes
- 1714–1723 Placidus Conzen
- 1723–1733 Matthias II. Hempelmann
- 1733–1756 Arnold Brikwedde
- 1756–1781 Konrad von Nolten
- 1781–1796 Engelbert Engemann
- 1796–1804 Isidor Hagspiel

### Priorat von Tyniec
(affiliiert Abtei Tyniec, Polen)
Namen und Jahreszahlen bezeichnen die nachweisbare Erwähnung als Prior.
- 1972–1981 Pater Alfred Goebel OSB
- 1981–1984 Pater Paulus M. Hauke OSB

### Selbstständiges Priorat
(Kongregation von der Verkündigung der seligen Jungfrau Maria)
Namen und Jahreszahlen bezeichnen die nachweisbare Erwähnung als Prior.
- 1984–1989 Pater Paulus M. Hauke OSB
- 1989–1991 Pater Benedikt Morawez OSB

### Konventualpriorat
(affiliiert Trier, Abtei St. Matthias)
Namen und Jahreszahlen bezeichnen die nachweisbare Erwähnung als Prior.
- 1991–1993 Pater Petrus Henke OSB
- 1993–2003 Pater Athanasius Polag OSB

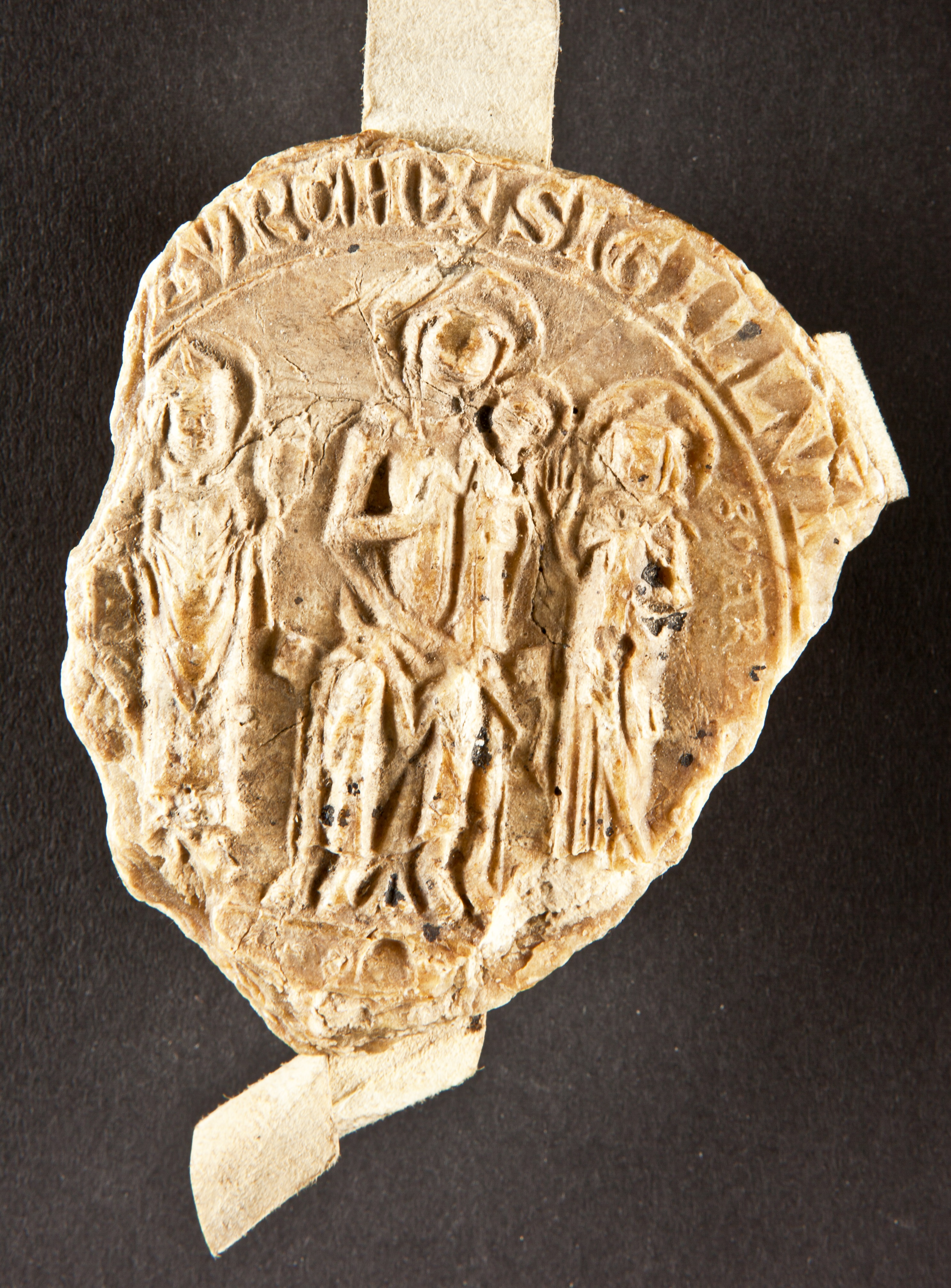
Konventsiegel des Klosters Huysburg

### Priorat von Trier, St. Matthias
Namen und Jahreszahlen bezeichnen die nachweisbare Erwähnung als Prior.
- 2003–2005 Pater Athanasius Polag OSB
- 2005–2023 Pater Antonius M. Pfeil OSB
- seit 2023 Bruder Jakobus Wilhelm OSB[44]

### Konventsiegel
Das runde, seit 1264 belegte Konventsiegel von 7,5 cm zeigt die thronende Gottesmutter mit Kind im linken Arm, rechts stehend den hl. Gregor mit Mitra und Krummstab in der Rechten und geöffnetem Buch in der linken, links stehend die hl. Maria Magdalena mit erhobener Rechter. Die aus zwei Siegeln von 1340 und einem von 1400 zu rekonstruierende Umschrift lautet:
+SIGILLUM.SANCTE.MARIE.IN.HUYSBURCH.
Die inneren Umschriften:
S(ANCTUS).G(R)EGORIUS:S(ANCTA).MARIA.MAG(DALENA).
Vorhanden sind noch ein kleines Konventsiegel von 1597 sowie Abtssiegel von 1263, 1277, 1290, 1340, 1400, 1436, 1452 und 1465.

## Nach der Säkularisation bis zum Ende des Zweiten Weltkrieges
Im Zuge der Säkularisation wurde am 2. Oktober 1804 das Kloster Huysburg im Namen des preußischen Königs Friedrich Wilhelm III. durch den Kriegsrat Krieger als aufgelöst erklärt und in eine preußische Domäne umgewandelt.
Bei der Klosteraufhebung wurden der dem Kloster inkorporierten Pfarrei Huysburg die Abteikirche und der Westflügel der Wirtschaftsgebäude vom Tor bis zur Kirche zugewiesen. Der Prior der Abtei, Carl van Ess, wurde zum Pfarrer der neuen Pfarrei Huysburg ernannt, und die verbliebenen Mönche erhielten Wohnraum im Westflügel. Ab 1851 konnte die Pfarrgemeinde im ehemaligen Nordflügel der Klausur eine katholische Schule einrichten.
König Friedrich Wilhelm III. schenkte 1823 seinem späteren General und Generalfeldmarschall Karl Friedrich von dem Knesebeck die Domäne Huysburg und das Gut Röderhof mit 342 ha Ackerland. Mit dieser Schenkung anerkannte der König von Preußen die hervorragenden Leistungen Knesebecks in den Kriegen gegen Napoleon. Ab 1826 wurden große Teile des Klosterquadrums vom neuen Eigentümer abgetragen. Das Baumaterial diente teilweise zur Errichtung eines Landhauses, des Schlosses Röderhof in der Gemeinde Röderhof. So finden sich dort der ehemalige Kreuzgang des Klosters sowie romanische Fenster und Portale. Ein Teil der romanischen Kapitelle des Kreuzgangs kam später in Berliner Museen und ist seit 2007 im Bode-Museum ausgestellt. Gut, Brauerei und Schloss in Röderhof gingen 1878 in den Besitz der Familie Hahn (nach anderer Quelle an Halm, dem bisherigen Pächter) und schließlich in den der Familie Schliephake über, die Huysburg blieb im Besitz der Familie von dem Knesebeck.
Dem 1867 gegründeten Dekanat Halberstadt wurde die Pfarrei Huysburg angeschlossen. 1924 wurde die katholische Pfarrvikarie Schwanebeck als Tochtergemeinde der Pfarrei Huysburg gegründet. Ab 1929 wohnten auf der Huysburg Caritasschwestern des Dritten Ordens des hl. Franziskus, die in der Familienseelsorge, Krankenpflege und Jugendarbeit tätig waren. Die Schule wurde 1939 geschlossen und danach als Ausbildungs- und Wehrertüchtigungslager der Hitlerjugend genutzt.

## Die Huysburg nach dem Zweiten Weltkrieg: Neubeginn
In den Jahren der sowjetischen Besatzung 1945–1949 war in den barocken Wirtschaftsgebäuden eine Kommandantur untergebracht. Die Familien Schliephake und von dem Knesebeck wurden enteignet.
Die Gebäude der Huysburg, die im Besitz der Familie von dem Knesebeck gewesen waren, wurden 1949 mit einem Pflegeheim des Kreises Oschersleben, dann vom Kreis Halberstadt belegt. Diesen Bereich kaufte 1992 das Bischöfliche Amt Magdeburg, und für die Pflegeeinrichtung wurde 1998 in Dingelstedt das Caritasheim St. Pia gebaut.

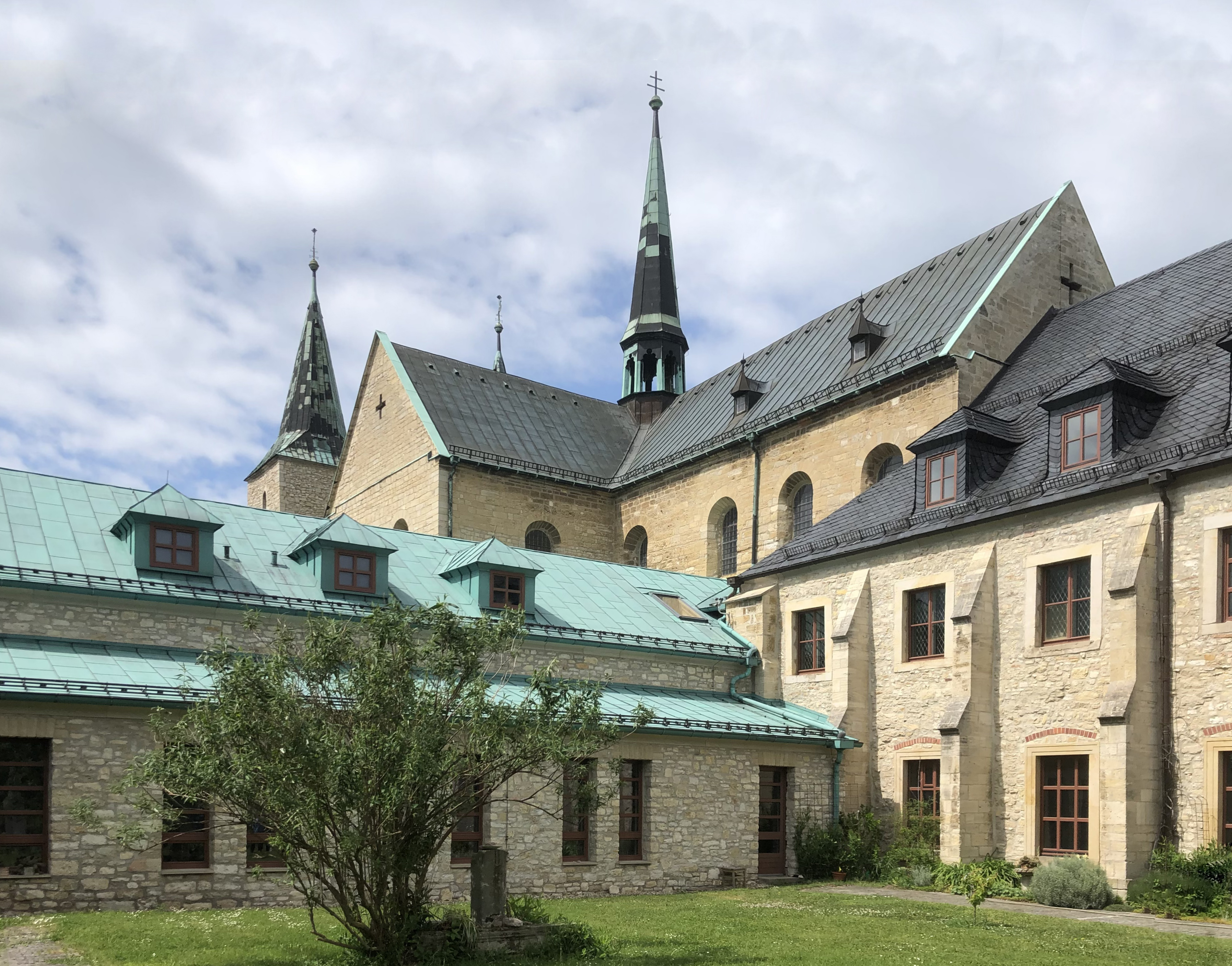
Der neue Querflügel auf dem nicht öffentlichen Teil des Klostergeländes (2006)

Das Erzbistum Paderborn richtete am 11. Mai 1952 ein Zweigseminar des Paderborner Priesterseminars für die in der DDR liegenden Teile der Diözese ein. Es diente der pastoralen Ausbildung der Theologiestudenten. Bruno Löwenberg wurde der erste Regens. Die ehemalige Schule wurde als Wohn- und Unterrichtsbereich für die Alumnen genutzt. Das Priesterseminar wurde zum Kristallisationspunkt der Huysburg als kirchlicher Ort. Seit dem 2. Juli 1951 gab es Wallfahrten der Gemeinden des paderbornischen Kommissariates Magdeburg zur Huysburg. Das Seminar wurde nach der Wiedervereinigung 1993 geschlossen und die Priesterausbildung in Erfurt konzentriert. Die barocken Gebäude wurden zu einer Familienbildungsstätte sowie zu einem kirchlichen Zentrum aus- und umgebaut.
Mit Unterstützung der polnischen Benediktinerabtei Tyniec bei Krakau wurde am 14. September 1972 eine benediktinische Cella unter dem Titel Aufnahme Mariens in den Himmel auf der Huysburg errichtet. Von der Abtei Tyniec wurde sie monastisch verantwortet und vom Bischöflichen Amt in Magdeburg organisatorisch getragen. Der ehemalige Görlitzer Pfarrer und Pater Alfred Goebel wurde als Subprior der Cella ernannt. Erste Interessenten am dortigen Ordensleben wurden zum Noviziat nach Tyniec entsandt.
Es war damit neben dem Benediktinerinnenkloster Alexanderdorf das einzige Benediktinerkloster in der DDR. Während der Solidarność-Bewegung in Polen kam es zu erschwerten Kontaktbedingungen zur Abtei Tyniec. Daher wurde die Huysburg am 8. September 1984 ein selbstständiges Priorat mit Pater Paulus M. Hauke OSB als ihrem ersten Prior.
In der romanischen Klosterkirche Mariä Himmelfahrt mit barocker Ausstattung befindet sich das Grab des ersten Abtes der Huysburg, Ekkehards von Huysburg († 1084). Nach ihm ist das Gästehaus des Klosters als Ekkehard-Haus benannt worden. Auf testamentarischen Wunsch hin fand im Juli 2004 auch der frühere Apostolische Administrator Magdeburgs, Bischof Johannes Braun, der 1972 an der Wiederbegründung der benediktinischen Gemeinschaft auf der Huysburg mitwirkte, seine letzte Ruhestätte in der Klosterkirche.
Nach der Erhebung des Teilbistums Magdeburg 1994 zum eigenständigen Bistum entwickelte sich die Huysburg auch dank der jährlichen Familienwallfahrt des Bistums Magdeburg am ersten Sonntag im September zu einem der zentralen Wallfahrtsorte.
Die Deutsche Wiedervereinigung 1990 brachte neue Möglichkeiten, denn nun war die Isolation des Priorats beendet. 1990 schlossen die Kirchengemeinde St. Marien Huysburg und das Kirchspiel Mülheim – Sichtigvor (St.-Margaretha-Kirche) – Waldhausen (St.-Barbara-Kirche) in Nordrhein-Westfalen eine Partnerschaft. Nach Verhandlungen wurden zum 1. Juni 1992 alle Gebäude und Flurstücke innerhalb der Klostermauern, die nicht im kirchlichen Besitz waren, vom Bischöflichen Amt in Magdeburg erworben. Damit verbunden war die Entwicklung eines Gesamtplanes für die Huysburg und der Auftrag des Bischöflichen Amtes (seit 1994 Bistum Magdeburg) an das Benediktinerpriorat zur Betreuung der Huysburg als kirchlichem Ort des Bistums. Schon am 13. Mai 1991 übernahm Abt Ansgar Schmidt von der Benediktinerabtei St. Matthias in Trier als Administrator die Leitung des Priorats Huysburg. Am 8. September 2004 stimmte das Generalkapitel der Kongregation dem Zusammenschluss des Konvents der Benediktinerabtei St. Matthias in Trier und des Konvents auf der Huysburg zu einer Mönchsgemeinschaft zu. Seitdem hat das Kloster auf der Huysburg den kirchenrechtlichen Rang eines abhängigen Priorats. Zurzeit (Stand: März 2024) gehören der Huysburger Gemeinschaft nur noch fünf Brüder an.
Am 1. März 2006 wurde der Gemeindeverbund Huysburg – Badersleben – Schwanebeck errichtet. Seit dem 22. März 2009 ist die Huysburg Sitz der katholischen Pfarrei St. Benedikt, die zu diesem Zeitpunkt aus dem Gemeindeverbund neu errichtet wurde und zu der neben der Kirche Mariä Himmelfahrt auf der Huysburg auch die Kirchen St. Peter und Paul in Badersleben und Zum Allerheiligsten Altarssakrament in Schwanebeck sowie die Kapelle Herz Jesu in Eilenstedt (2016 profaniert) gehörten. Die Pfarrei Mariä Himmelfahrt in Röderhof/Huysburg, zu der damals rund 290 Katholiken gehörten, wurde in diesem Zusammenhang aufgelöst. Es war dies die erste Pfarreifusion in Folge der Reorganisation des Bistums Magdeburg.
Für die Klosterverwaltung wurde die Klosterverwaltung Huysburg GmbH gegründet, die auch Renovierungs- und Ausbauarbeiten vornimmt und als Wirtschaftsbetrieb für entsprechende EU-Fördermittel empfangsberechtigt ist.
Durch den Förderverein Huysburg e. V., der im Mai 2000 gegründet wurde, werden die Bauvorhaben auf der Huysburg sowie die kirchliche und kulturelle Arbeit der Mönche und des Bistums Magdeburg finanziell unterstützt und inhaltlich begleitet.

### Ungedruckte und gedruckte Quellen
- Landesarchiv Sachsen-Anhalt, Abteilung Magdeburg, U 8 a Stifte, Klöster, Städte, Dörfer und Rittergüter im Hochstift Halberstadt, A 15 g Kloster Huysburg.
- Urkundenbuch der Stadt Halberstadt, Band I, bearbeitet von Gustav Schmidt (Geschichtsquellen der Provinz Sachsen und angrenzender Gebiete 7,1-2), 1878, S. 150, Nr. 129.
- Die Urkunden der Benedictiner-Abtei S. Mariae zu Huysburg, in Auszügen von H. Beyer, mitgetheilt von Fr. L. B. von Medem, und nochmals mit dem zu diesen Auszügen benutzten Copiarium verglichen und mit einigen Anmerkungen und Registern versehen von Friedrich Wiggert (1838).